# Клеопатра (фильм, 1899)
«Клеопа́тра» (фр. Cléopâtre) — немой короткометражный фильм Жоржа Мельеса. Один из самых ранних фильмов ужасов, когда-либо созданных, а также первый фильм о мумии. Единственное что известно о сюжете фильма, это то, что мужчина разрубает мумию Клеопатры на куски, а затем «извлекает женщину из дымящегося мангала». Судя из описания, можно сделать предположение, что фильм имел комедийный оттенок, как и многие фильмы Мельеса. Это так же вероятно первый фильм в котором показана какая либо церемония воскрешения мёртвого человека.
Хотя сегодня режиссёр Мельес более известен своим культовым фильмом «Путешествие на Луну» (1902), именно этот фильм привлек внимание продюсера Чарльза Урбана, который впоследствии выпустил его в США (под названием «Ограбление гробницы Клеопатры» (англ. Robbing Cleopatra's Tomb); британский релиз был назван просто «Гробница Клеопатры» (англ. Cleopatra's Tomb)) и после распространял многие другие фильмы Мельеса.
Данный фильм считается утерянным. 22 сентября 2005 года было заявлено, что во Франции найдена копия фильма, но как позже выяснилось, за «Клеопатру» был принят другой фильм Мельеса «Дельфийский оракул» (1903).

## В ролях
- Жанна д’Альси — Клеопатра
- Жорж Мельес — археолог